# سو سميث
سو سميث (بالإنجليزية: Sue Smith)‏ (24 نوفمبر 1979 بليفربول في المملكة المتحدة - ) هي لاعبة كرة قدم بريطانية في مركز الوسط. شاركت مع منتخب إنجلترا لكرة القدم للسيدات. أما مع النوادي، فقد لعبت مع ليدز يونايتد ونادي ترانمير روفرز لكرة القدم وLeeds United Women F.C. ‏ وDoncaster Rovers Belles L.F.C. ‏ وNotts County Ladies F.C. ‏ وTranmere Rovers L.F.C. ‏.

## وصلات خارجية
- سو سميث على موقع الاتحاد الدولي (مؤرشف)  (الإنجليزية)
- سو سميث على موقع قاعدة بيانات كرة القدم.إي يو (الإنجليزية)
- سو سميث على موقع Soccerway.com (الإنجليزية)
- سو سميث على موقع عالم كرة القدم.نت (الإنجليزية)